# Gustav Schwarz
Gustav Schwarz (* um 1800 in Berlin; † um 1876 ebenda) war ein deutscher Kupferstecher und Maler.

## Biografie
Gustav Schwarz studierte an der Akademie der Künste in Berlin. Anschließend lebte und arbeitete er in Berlin als Schlachten-, Porträt- und Genremaler. Er stellte von 1834 bis 1842 regelmäßig in der Akademie der Künste aus, 1852 und 1854 auch in Rom. Später ging er nach St. Petersburg und trat in die Dienste des Zaren Nikolaus I. und malte Militärparaden und -manöver. Er erwarb sich den Ruhm eines der besten Schlachtenmaler seiner Zeit.